# ボリス・ゲラシモヴィッチ
ボリス・ゲラシモヴィッチ（ロシア語:Борис Петрович Герасимовичバリース・ピトローヴィチュ・ギラースィマヴィチュ；ラテン文字転写の例:Boris Petrovich Gerasimovich、1889年3月31日、- 1937年11月30日）は、ソ連の天体物理学者。
ソ連の科学者が多数逮捕・処刑されたプルコヴォ事件の犠牲者の一人である。

## 概要
ロシア帝国領ウクライナのクレメンチュークに生まれた。ハリコフ大学でルドヴィッヒ・シュトルーベのもとで学び、1917年から1933年の間ハリコフ大学天文台で働き、光行差、惑星状星雲、銀河系の構造、星間物質による光の吸収などについて研究した。1933年からプルコヴォ天文台の所長となるが、ソ連の大粛清によって、日食観測時にスパイ行為をおこなったとして逮捕され、処刑された。1956年に名誉回復された。
月のクレータと、小惑星(2126) ゲラシモヴィッチに命名されている。